# The Way (bài hát của Ariana Grande)
"The Way" là một bài hát của nữ ca sĩ Ariana Grande từ album phòng thu đầu tay của cô, Yours Truly (2013). Bài hát được viết bởi Harmony Samuels, Amber Streeter, Al Sherrod Lambert, Jordin Sparks, Priscilla Ahn, Brenda Russell, và Mac Miller, người đã góp giọng trong bài hát. "The Way" được phát hành ngày 25 tháng 3 năm 2013 bởi Republic Records dưới dạng đĩa đơn  đầu tiên từ Yours Truly.

## Danh sách bài hát
- Tải kỹ thuật số[1]

1. "The Way" hợp tác với Mac Miller  – 3:46

- Tải kỹ thuật số (Phiên bản Spanglish)[2]

1. "The Way" (Phiên bản Spanglish) hợp tác với J Balvin  – 3:46

- Đĩa đơn CD

1. "The Way" hợp tác với Mac Miller  – 3:48
2. "The Way"  – 3:10

## Xếp hạng

### Xếp hạng tuần
| Bảng xếp hạng (2013–14)              | Vị trí cao nhất |
| ------------------------------------ | --------------- |
| Úc (ARIA)                            | 37              |
| Bỉ (Ultratip Flanders)               | 58              |
| Bỉ Urban (Ultratop Flanders)         | 39              |
| Canada (Canadian Hot 100)            | 33              |
| Ireland (IRMA)                       | 51              |
| Nhật Bản (Japan Hot 100)             | 66              |
| Hà Lan (Dutch Top 40)                | 28              |
| Hà Lan (Single Top 100)              | 22              |
| New Zealand (Recorded Music NZ)      | 31              |
| UK Singles (Official Charts Company) | 41              |
| UK R&B (Official Charts Company)     | 1               |
| Hoa Kỳ Billboard Hot 100             | 9               |
| Hoa Kỳ Adult Pop Airplay (Billboard) | 40              |
| Hoa Kỳ Pop Airplay (Billboard)       | 12              |
| Hoa Kỳ Rhythmic (Billboard)          | 2               |

### Xếp hạng cuối năm
| Bảng xếp hạng (2013)     | Vj trí |
| ------------------------ | ------ |
| Hoa Kỳ Billboard Hot 100 | 31     |

## Chứng nhận
| Quốc gia                                  | Chứng nhận  | Số đơn vị/doanh số chứng nhận |
| ----------------------------------------- | ----------- | ----------------------------- |
| Úc (ARIA)                                 | Vàng        | 35.000^                       |
| Hoa Kỳ (RIAA)                             | 3× Bạch kim | 2,200,000                     |
| Venezuela (APFV)                          | Vàng        | 5,000^                        |
| ^ Chứng nhận dựa theo doanh số nhập hàng. |             |                               |

## Lịch sử phát hành
| Quốc gia    | Ngày                | Phiên bản | Định dạng       | Nhãn             |
| ----------- | ------------------- | --------- | --------------- | ---------------- |
| Canada      | 26 tháng 3 năm 2013 | Chính     | Tải kỹ thuật số | Universal Music  |
| Hoa Kỳ      | 26 tháng 3 năm 2013 | Chính     | Tải kỹ thuật số | Republic         |
| Pháp        | 27 tháng 3 năm 2013 | Chính     | Tải kỹ thuật số | Universal Music  |
| Nga         | 27 tháng 3 năm 2013 | Chính     | Tải kỹ thuật số | Universal Music  |
| Đức         | 27 tháng 3 năm 2013 | Chính     | Tải kỹ thuật số | Universal Music  |
| Nhật Bản    | 27 tháng 3 năm 2013 | Chính     | Tải kỹ thuật số | Universal Music  |
| Anh         | 27 tháng 3 năm 2013 | Chính     | Tải kỹ thuật số | Universal-Island |
| Nga         | 31 tháng 5 năm 2013 | Spanglish | Tải kỹ thuật số | Universal Music  |
| Hoa Kỳ      | 4 tháng 6 năm 2013  | Spanglish | Tải kỹ thuật số | Republic         |
| Đức         | 5 tháng 6 năm 2013  | Spanglish | Tải kỹ thuật số | Universal Music  |
| Tây Ban Nha | 5 tháng 6 năm 2013  | Spanglish | Tải kỹ thuật số | Universal Music  |
| Hoa Kỳ      | 21 tháng 5 năm 2013 | Chính     | Đĩa đơn CD      | Republic         |